# Rio Umbuzeiro
O rio Umbuzeiro é um curso de água  que banha o estado do Rio Grande do Norte, no Brasil.